# San Romedio
San Romedio, in latino Remedius o Remegius (Thaur, 330 – Val di Non, 400 o 405), è stato un eremita del IV secolo, venerato come santo dalla chiesa cattolica.

## Agiografia

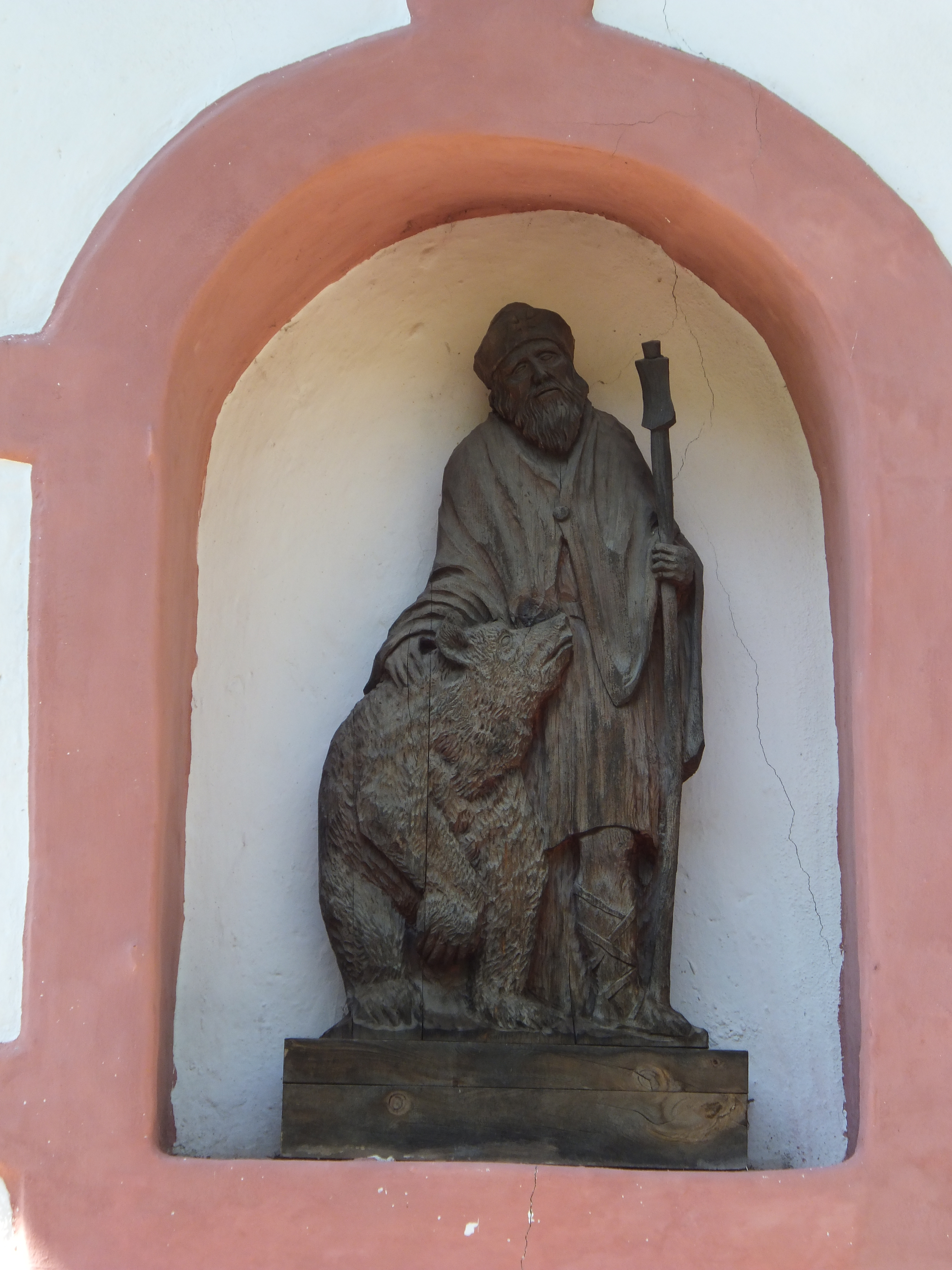
Il santo raffigurato in una statua nella chiesa di San Romedio a Barco di Sopra (Albiano)

Nacque in una nobile famiglia bavarese, nell'area di una stazione militare, ad una decina di chilometri dall'odierna Innsbruck, identificata con l'odierna Thaur.
In età adulta compì un pellegrinaggio a Roma con due compagni, Abramo e Davide. Lungo il viaggio conobbe Vigilio, vescovo di Trento e i futuri martiri anauniesi Sisinnio, Martirio e Alessandro.
A Roma visitò i trofei degli apostoli Pietro e Paolo, le catacombe ove erano sepolti i martiri e conobbe il Papa.
Di nuovo a Trento, decise di lasciare le sue proprietà al vescovo, dato che in quei secoli l'assistenza ai poveri era curata dal clero con servizi permanenti (diaconie).
Una parte dei beni sembra l'abbia lasciata pure alla chiesa di Augusta in Baviera.
Forse consigliato da Vigilio, stabilì la sua dimora presso il luogo dei martiri anauniesi, in Val di Non, sulla roccia che poi prese il suo nome. Qui trascorse gli ultimi anni di vita, nella venerazione di Gesù alla stregua dei monaci orientali.
Morì nel 405 (o forse nel 400) e fu sepolto in cima alla roccia, in un sepolcro scavato da monaci eremiti.

## Culto

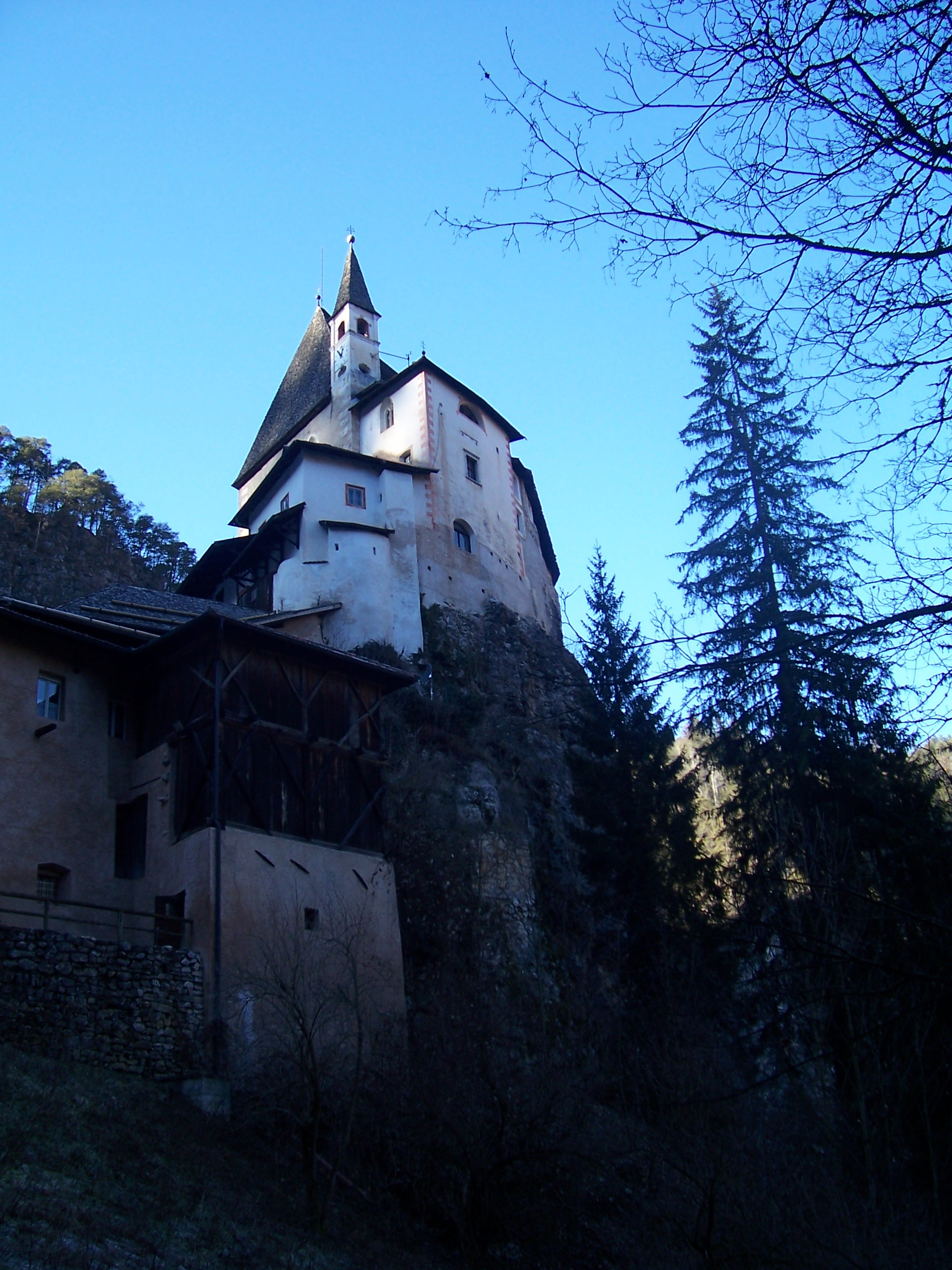
Il santuario di San Romedio in Val di Non

Storicamente il culto si manifesta nell'VIII secolo, con la costruzione di una cappella più grande della precedente sulla tomba. Verso la fine del I millennio una confraternita provvedeva all'efficienza del santuario ospizio, che andò via via ingrandendosi fino ad occupare l'intero sperone.
Seguirono donazioni dei principi vescovi di Trento, Adalperone (XI secolo) e Ghebardo (XII secolo). Il calendario diocesano in questo secolo contiene la festa liturgica di san Romedio e suggerisce delle preghiere particolari. L'officiatura risale al XV secolo, la messa propria al XVIII secolo e il culto pubblico fu ammesso da Pio X, il 24 luglio 1907.

### Leggende devozionali
Diverse sono le leggende che la tradizione devozionale gli attribuisce:
- L'aver reso mansueto un orso che aveva attaccato il cavallo con cui si stava per recare in visita presso il vescovo di Trento, Vigilio.
- L'aver preannunciato a Vigilio che lo avrebbe avvertito della propria morte «facendo suonare» la campana della chiesa.
- Durante la sistemazione del tetto un operaio cadde e nonostante la grande altezza si ferì solo leggermente.
- Alcuni eventi che avvengono agli abitanti di Coredo, Tavon e Sanzeno vengono collegati al santo.